# Орех Беневенто
«Орех Беневенто» (итал. Il noce di Benevento) — фантастический балет Сальваторе Вигано на музыку Франца Зюсмайера, премьера которого состоялась в миланском театре Ла Скала 25 апреля 1812 года.
Сюжет спектакля основан на народной легенде о том, как вокруг считавшегося волшебным орехового дерева селения Беневенто ведьмы устраивали свой шабаш.
Созданный в духе драматических сказок Гоцци, этот балет был романтическим произведением, Стендаль назвал его «праздником воображения».
Никколо Паганини, присутствовавший на одном из спектаклей, был поражён сценой безудержной пляски колдуний. Вдохновившись, он написал сочинение, ставшее одним из самых знаменитых в его творчестве — «Ведьмы», вариации на тему балета «Орех Беневенто» для скрипки с оркестром (Вариации на четвёртой струне, op. 8).
Паганини впервые исполнил своё произведение на сольном концерте в «Ла Скала» 29 октября 1813 года. Миланский корреспондент лейпцигской музыкальной газеты сообщил об этом событии, что публика была глубоко потрясена: вариации на четвёртой струне настолько изумили всех, что музыкант повторил их по настоятельному требованию публики. Вслед за тем Паганини в течение шести недель дал одиннадцать концертов в «Ла Скала» и в театре «Каркано», и вариации под названием «Ведьмы» имели неизменно особый успех.
В 1832 году композитор Жан-Мадлен Шнейцхоффер отталкивался от концертного номера «Ведьмы» в исполнении автора при создании картины «Шабаш», открывающей II акт балета «Сильфида»:173.